# オロバス

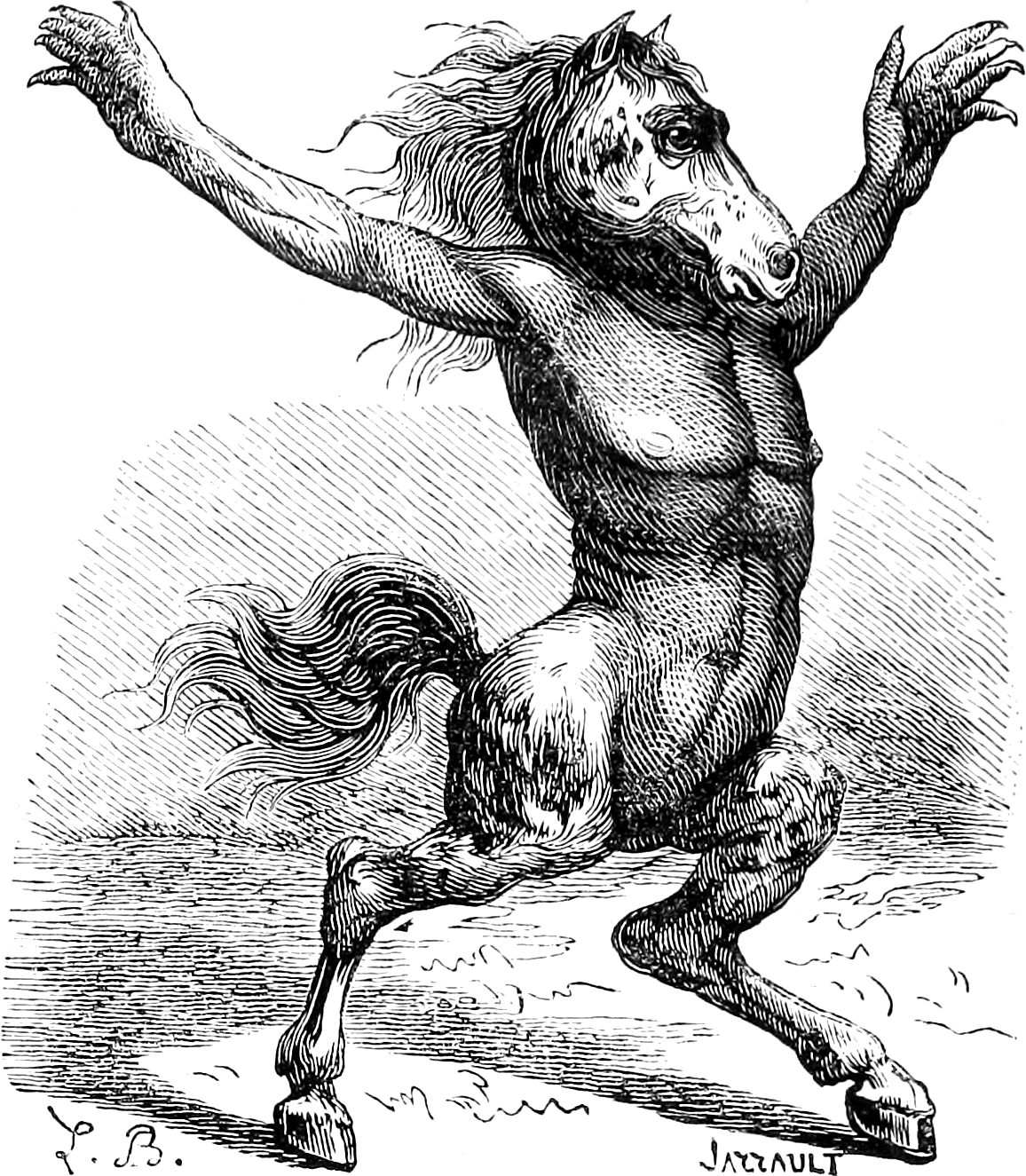
コラン・ド・プランシー著『地獄の辞典』の挿絵におけるオロバスの姿

オロバス（Orobas）は、悪魔学における悪魔の一人。

## 概要
『ゴエティア』によると、地獄の20の軍団を率いる序列55番の偉大なる君主。
最初は馬の姿で現れるが、命じられれば人間の姿になる。過去・現在・未来のあらゆる事物について答え、召喚者に地位を与え、敵味方からの協力をもたらす。また神学における真理や創世における真実を教えてくれる。オロバスは召喚者に対しては大変誠実で、他の霊からの攻撃から守ってくれるともいう。何者も欺くことがないとも言われる。
コラン・ド・プランシーの『地獄の辞典』ではオロバスの挿絵に直立した馬の姿を用いており、この意匠は後世盛んに知られるようになった。